# Водоподготовка
Водоподготовка — обработка воды, поступающей из природного водоисточника, для приведения её качества в соответствие с требованиями технологических потребителей. Может производиться на сооружениях или установках водоподготовки для нужд коммунального хозяйства, практически во всех отраслях промышленности (например, теплогенерирующих предприятий). Для оценки качества питьевых вод используются различные способы, предполагающие изучение гидрохимических, микробиологических  и иных показателей. 
Качество подготавливаемой воды для пищевых целей описывается СанПиН 2.1.4.1074-01. Питьевая вода. Гигиенические требования к качеству воды централизованных систем питьевого водоснабжения. Контроль качества.

## Цели водоподготовки
Водоподготовка заключается в освобождении воды от грубодисперсных и коллоидных примесей и содержащихся в ней солей, тем самым предотвращаются отложение накипи, унос солей паром, коррозия металлов, а также загрязнение обрабатываемых материалов при использовании воды в технологических процессах.

## Этапы водоподготовки
Водоподготовка включает следующие основные способы обработки:
- механическая очистка от нерастворённых загрязнений (сора, песка, ржавчины, окалины, крупно- и мелкодисперсных взвесей);
- осветление (удаление из воды коагуляцией, отстаиванием и фильтрованием коллоидальных и суспендированных загрязнений);
- умягчение воды: устранение жёсткости воды осаждением солей кальция и магния, известью и содой или удаление их из воды катионированием;
- обессоливание и обескремнивание (ионный обмен или дистилляция в испарителях);
- удаление растворённых газов (термическим или химическим способом) и оксидов железа, марганца и меди (фильтрованием).
- биологическая очистка воды от бактерий, вирусов и других микроорганизмов. В настоящее время в основном используется хлор, озон и УФ-стерилизация. Проводятся опыты с ультразвуком.
- улучшение органолептических свойств воды (удаление из воды веществ, даже в безопасных концентрациях придающих воде неприятный запах или вкус (сероводород, хлор), и ряда органических веществ).